# The Rasmus
The Rasmus és un grup de música procedent de Finlàndia conegut sobretot per la seva etapa musical de la dècada dels anys 2000 i que representà el país al Festival de la Cançó d'Eurovisió 2022.

## Membres
- Lauri Ylönen

És el vocalista i principal escriptor de les lletres de les cançons de la banda. Va néixer a Hèlsinki el 23 d'abril de 1979. Als seus 6 anys, els seus pares el van inscriure en un curs de piano, però el després el deixaria. També va aprendre a tocar la bateria i guitarra, però la seva germana gran Hanna el va convèncer de ser vocalista. Si no hagués estat cantant, li hauria agradat ser antropòleg o xef. És un dels compositors més aclamats de Finlàndia. El seu sobrenom és "Lintu"-ocell en finès-. Els seus artistes preferits són Björk, Weezer, Metallica, The Beatles i Muse, entre d'altres. Estudià a l'Acadèmia Sibelius i té formació de música clàssica. Ha compost la banda sonora de la pel·lícula finlandesa Blackout, estrenada el 2008.
- Pauli Rantasalmi

És el guitarrista. Va néixer a Hèlsinki l'1 de maig de 1979. Ha estat membre des que es va formar la banda. No només toca la guitarra, també toca altres instruments. A més dirigeix i produeix a altres bandes com Kwan, Von Hertz Brothers i Happiness. Ha guanyat un Emma Gaal (Grammy finlandès) com el Millor Productor, i ha participat en una pel·lícula musical finesa anomenada Pitka Kuuma Kesä. Li agrada el bàsquet finlandès. És escriptor i director. Pauli produeix amb Lauri en els estudis de Dynasty Recordings, que és propietat d'ells dos. Actualment viu a Singapur amb la seva família.
- Eero Heinonen

És el baixista i fa els cors en viu. Va néixer el 27 de novembre de 1979. És el membre més "calmat" de la banda i practica Sahaja Ioga, a més de ser seguidor d'una branca de l'Hinduisme. També és el líder, cantant i baixista de la banda Hi ha & Stone.
- Aki Hakala

És el bateria. Va néixer a Espoo, dins l'Àrea Metropolitana de Hèlsinki, el 28 d'octubre de 1979. Va estudiar en una escola de música. Va ingressar a la banda després que el bateria original, Janne, l'abandonés el 1999. Aki solia vendre camises i altres coses de la banda en els seus concerts. Un dia Pauli el va convidar a tocar amb ells i la resta és història.
El grup es va crear a Hèlsinki el 1994 i en un principi era un grup de funk i rapcore, però va anar evolucionant cap a un rock alternatiu molt proper als gèneres gòtics.
Com la majoria de bandes europees, interpreten les seves cançons en anglès.

## Antics membres
- Janne Heiskanen

Va néixer a Hèlsinki el 26 de gener de 1979. Va començar a tocar la bateria quan tenia 12 anys. Era el bateria de la banda fins a 1999, a causa d'algunes diferències, va crear la seva pròpia banda, anomenada Love Stone.

## Nom de la banda
La paraula Rasmus en si no significa res; la banda afirma en diverses entrevistes que escolliren aquest nom perquè sona finès i és fàcil de recordar. Fou l'ex-bateria Janne Heiskanen a qui se li va ocórrer aquest nom per al grup. Al començament, la banda era anomenada "Antilla". Des de 1994 fins a l'any 2001, la banda s'anomenà Rasmus, però per raons legals i perquè no els confonguessin homònimament amb el DJ suec, el 2001 decidiren canviar el seu nom a The Rasmus.

## Estil musical
Durant els seus primers anys, van realitzar cançons amb influències d'estils molt diferents com el funk o el jazz. Sovint hi havia diversos músics que participaven en els seus discos tocant diversos instruments, entre ells el saxofon, violoncel, trompeta i teclats. Entre Peep i Hell of a Tester pot dir que el seu estil de música va ser una barreja de rock, pop, funk i jazz.
D'Into, el seu estil va canviar a pop / rock, o l'anomenat "soft rock". Dead Letters és una mica més rock i menys pop. Això va continuar fins i tot a Hide from the Sun, el gènere és el rock, però una mica més pesat.
Ara per ara ja no toquen funk o jazz. Així mateix, ja no afegeixen instruments com el saxòfon o la trompeta, però si ha començat a fer-se un ús més seguit del piano, violí i el violoncel. Per tant, l'estil de música The Rasmus ha canviat molt al llarg de la seva carrera.
De tota manera, la banda ha comentat que són oberts a tota mena de música, i que es mantenen en constant canvi, i per això no seria estrany que en un disc futur utilitzessin nous "elements" a l'hora de compondre. Una mostra d'això és Black Roses, on barregen el rock pesat amb el pop, i on han utilitzat una gran quantitat d'instruments diferents.

## Discografia

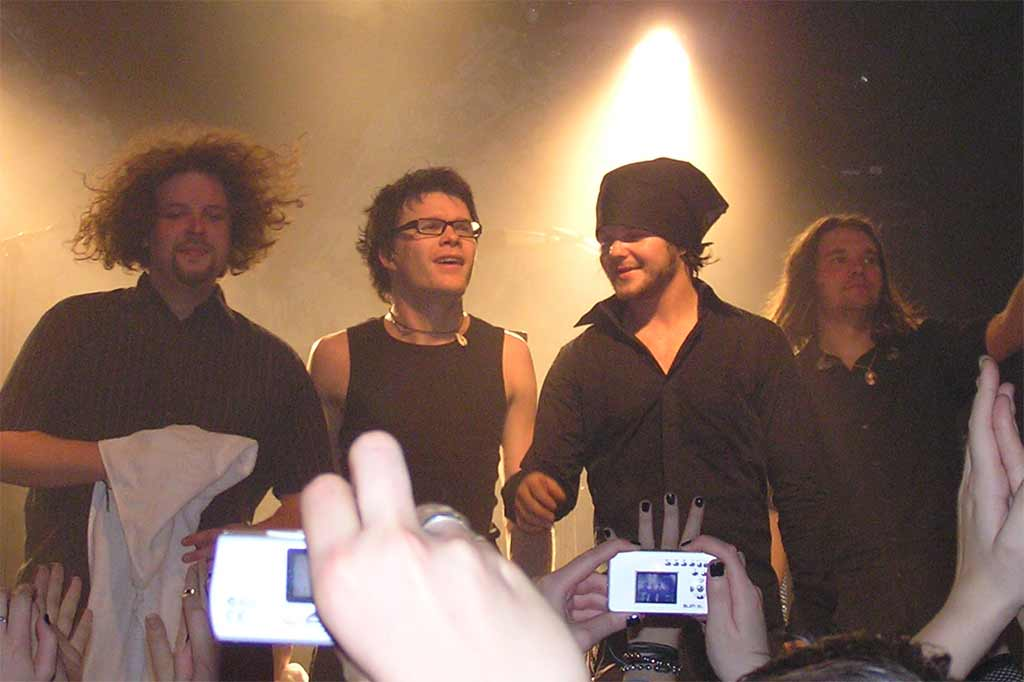
The Rasmus després d'un concert a Bochum

### CDs
- Peep és l'àlbum de debut, editat l'any 1996,[1] sota el segell discogràfic Evidence.[2] El llistat de temes del disc és el següent:[3] "Ghostbusters" (versió de la canço de Ray Parker Jr.) – 3:35; "Postman" – 2:38; "Fool" – 3:43; "Shame" – 3:30; "P.S." – 3:04; "Julen är här igen" – 3:30; "Peep" (instrumental) – 0:49; "Frog" – 2:31; "Funky Jam" – 2:13; "Outflow" – 2:51; "Myself" – 3:50; "Life 705" – 5:09 i "Small" – 6:26.
- Untitled - (Després d'1 minut i 55 segons de silenci després de la cançó "Small", s'escolta un home dient alguna cosa en finès i un nen dient "hola" i "adéu".)  (Pista oculta)
- Playboys - 1997
- Hell of a Tester - 1998
- Into - 2001
- Dead Letters - 2003
- Hide From The Sun - 2005
- Black Roses - 2008
- The Rasmus - 2012
- Dark Matters - 2017
- Rise - 2022

### Recopilatoris
- Hell Of A Collection - 2001
- Best of 2001–2009 - 2009

### Singles
- 1st - 1995
- 2nd - 1996
- Playboys - 1997
- Kola - 1997
- Blue - 1997
- Liquid - 1998
- Ice - 1998
- Swimming With The K - 1999
- Madness - 2001
- Chill - 2001
- F-F-F-Falling - 2001
- Heartbreaker/Days - 2002
- First Day of My Life - 2003
- In My Life - 2003
- Guilty - 2003
- In The Shadows - 2003
- Guilty - 2004
- Funeral Song - 2004
- Sail Away - 2005
- No Fear - 2005
- Keep Your Heart Broken - 2006
- Inmortal - 2006
- Shot - 2006

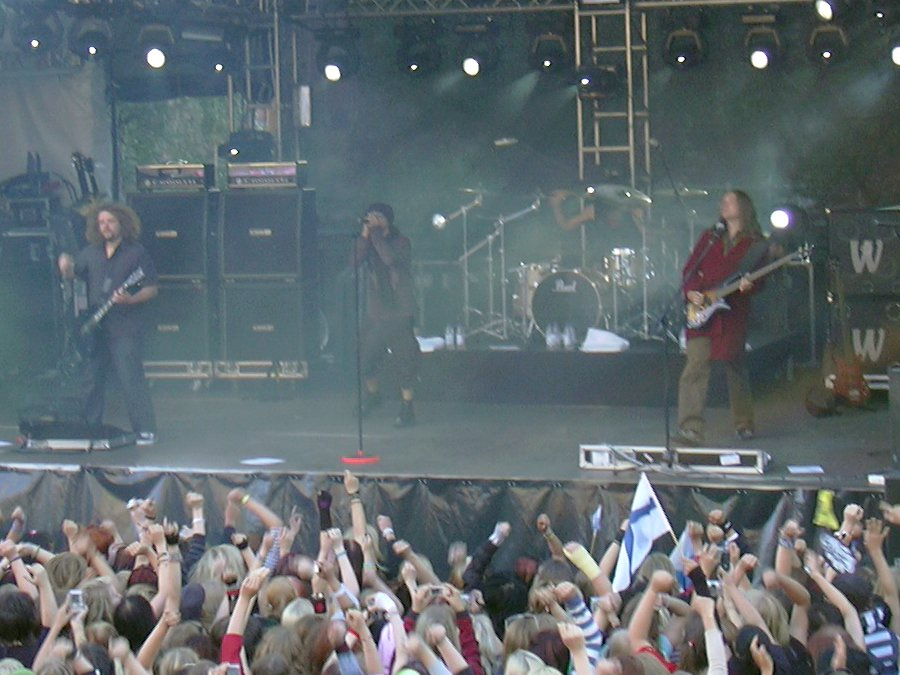
El grup actuant a Tampere

- Livin' in a World Without You (2008)
- Justify (2008)
- Ghost Of Love (2009)
- October and April ft. Anette Olzon (2009)
- I'm a Mess (2012)
- Stranger (2012)
- Mysteria (2012)
- Paradise (2017)
- Silver Night (2017)
- Wonderman (2017)
- Teardrops (2017)
- Nothing (2018)
- Elephant's Weight (2018)
- Holy Grail (2018)
- Bones (2021)
- Venomous Moon (2021) (with Apocalyptica)
- Jezebel (2022)
- Rise (2022)

## Videoclips de la banda
- 1. Funky Jam - 1996
- 2. Playboys - 1997
- 3. Liquid - 1998
- 4. Chill - 2001
- 5. F-F-F-Falling - 2001
- 6. In The Shadows (Bandit Version) - 2003
- 7. In The Shadows (Crow Version) - 2003
- 8. In My Life - 2003
- 9. First Day Of my life - 2003
- 10. In The Shadows (USA/UK Version) - 2003
- 11. Funeral Song (The Resurrection) - 2004
- 12. Guilty - 2004
- 13. No Fear - 2005
- 14. Sail Away - 2005
- 15. Shot - 2006
- 16. Immortal - 2006
- 17. Livin' In A World Without You - 2008
- 18. Justify - 2008
- 19. October & April - 2009
- 20. Your Forgiveness - 2009

## Videoclips amb altres grups
- 1. Apocalyptica Feat. Ville Valo & Lauri Ylönen - Bittersweet - 2004
- 2. Apocalyptica Feat. Lauri Ylönen - Life Burns! - 2005
- 3. Killer Feat. Lauri Ylönen - All I Want 2001
- 4. Kwan Feat. Killer & Lauri Ylönen Chillin' at the grotto 2003
- 5. Kwan - Padam